# PERCo
 (octobre 2020).
Pour les articles homonymes, voir Perco.

PERCo (Société radioélectrotechnique de Saint-Pétersbourg) est un fabricant  russe de solutions et de systèmes de contrôle d'accès. PERCo se spécialise dans la fabrication des tourniquets, des  contrôleurs, des  lecteurs, des  serrures électromécaniques, des systèmes de contrôle d’accès et de gestion du temps de présence. Le siège social de la société est situé à Saint-Pétersbourg.

## Histoire
La société est créée en 1988 à Saint-Pétersbourg (anciennement Leningrad). En 1991, PERCo fabrique le premier tourniquet tripode russe. 
En 2007, PERCo lance le premier système complexe russe de sécurité et de gestion d’affaires basé sur Ethernet.
En 2010, une nouvelle usine PERCo est ouverte à Pskov. 
En 2013, le système de contrôle d’accès S-20 est inclus dans le programme d’enseignement dans dix universités principales en Russie et dans la CEI.
En 2013, la construction d’un nouveau siège social a été commencée à Saint-Pétersbourg qui a abrité un centre de recherche et développement.
En 2014, PERCo est le premier fabricant qui produit les serrures électromécaniques avec émission de courant par les contacts du pêne dormant.
Les bureaux de la société sont situés à Saint-Pétersbourg et à Dubaï.
Les équipements PERCo sont largement utilisés en Russie et à l’étranger,,,.
En 2019, PERCo est entré dans le classement des trois plus gros fabricants russes des systèmes de contrôle d’accès selon l’édition « Systèmes de sécurité ». En outre, d’après le portail Internet Pro Market Research, PERCo est l’un des principaux frabricants mondiaux de tourniquets.